# Lac de Saint-Étienne-Cantalès
Pour les articles homonymes, voir Saint-Étienne (homonymie).
Avec ses 562 hectares, le  lac de Saint-Étienne-Cantalès (ou du Ribeyrès) est le  plus grand lac artificiel d’Auvergne. Situé dans le Cantal sur les communes de  Saint-Étienne-Cantalès, Saint-Gérons, Pers, Omps, Lacapelle-Viescamp et Saint-Mamet-la-Salvetat, il est dû au barrage de Saint-Étienne-Cantalès réalisé par Électricité de France entre 1939 et 1945 sur la vallée de la Cère à Saint-Étienne-Cantalès. 
Situé dans un remarquable cadre vallonné et boisé, très pittoresque et spectaculaire du fait de sa forme très découpée et de la présence de nombreuses îles et presqu’îles, l’environnement du lac, au bord duquel se trouve le château de Viescamp, fait l'objet de convoitise. Il est soumis à des enjeux importants, notamment en matière d’aménagement et d’urbanisation : développement de l’habitat pavillonnaire et du tourisme, caravaning, aménagement de plages et de bases nautiques, implantation d’habitations légères de loisirs.

## Aménagements et activités
L'accès se fait :
- à Pers au Ribeyrès,

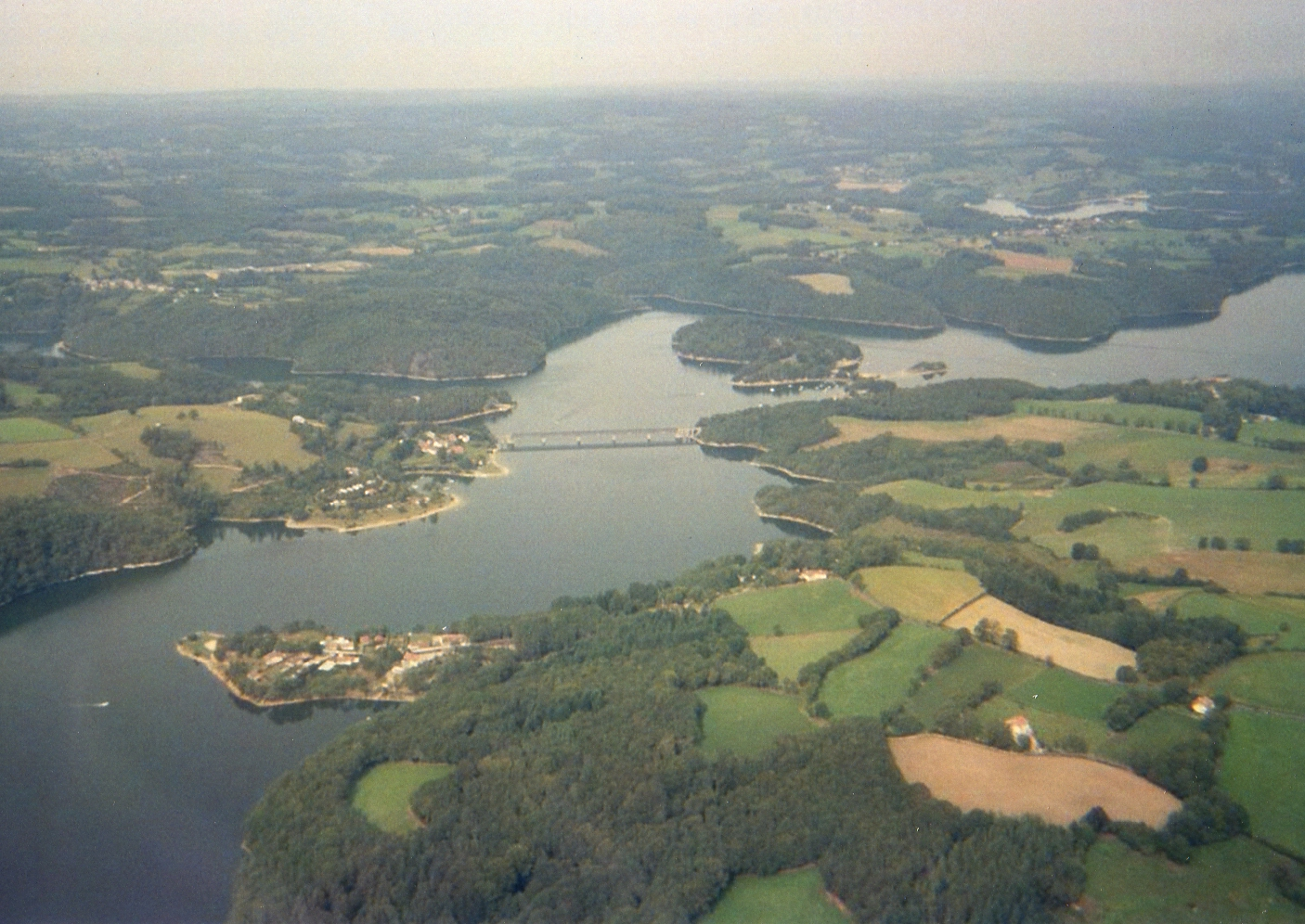
Vue aérienne du lac.

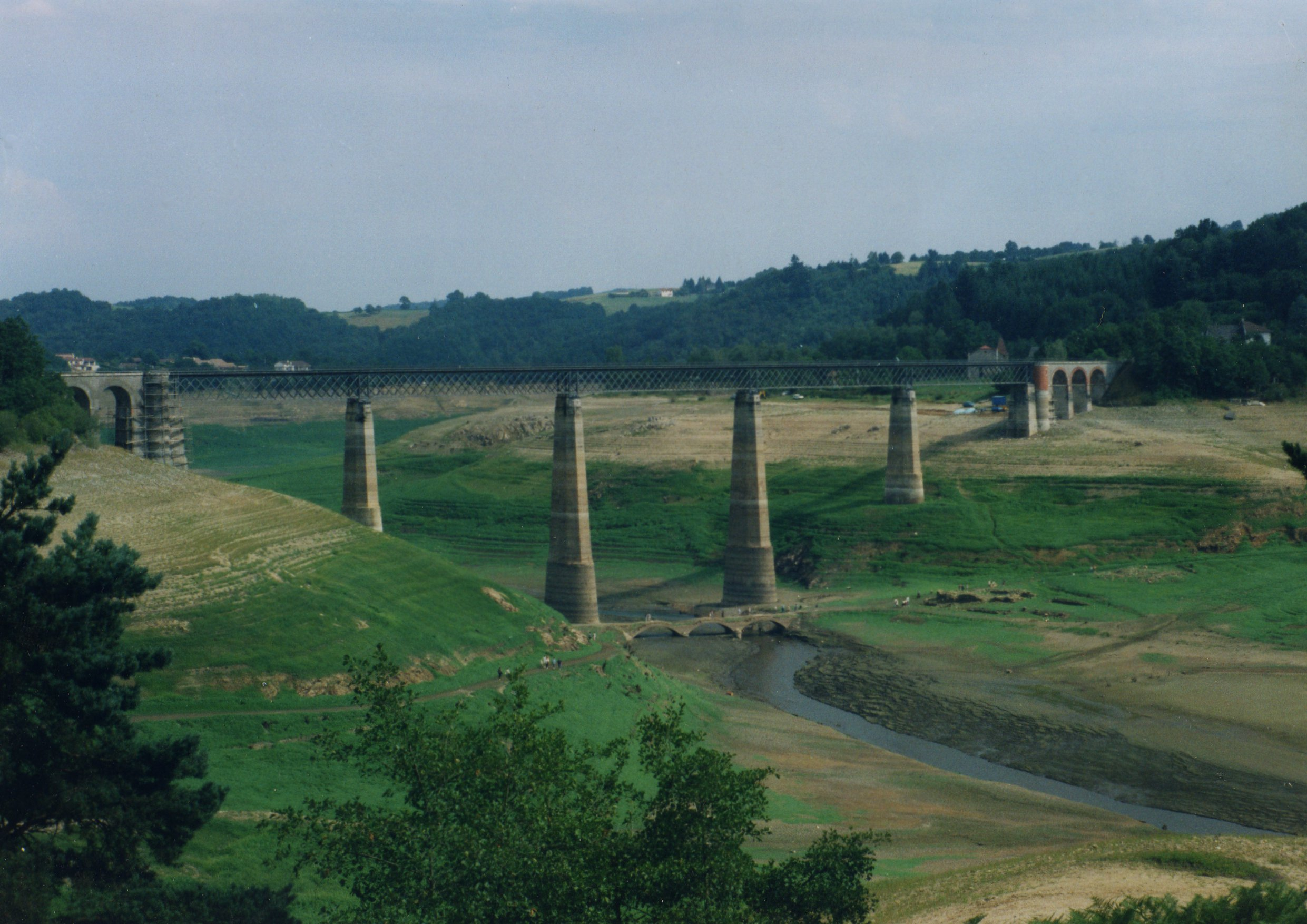
Viaduc ferroviaire du Ribeyrès, lors de la vidange du lac en 1999. Les baisses de niveau de l’eau donnent une apparence plus ou moins artificielle aux rives dénudées de la retenue.

- à Lacapelle-Viescamp au Puech des Ouilhes,
- à Espinet (commune de Saint-Gérons) par une plage,
- à Renac (commune de Saint-Gérons) par une plage.

### Activités nautiques
- Quatre bases de loisir permettent d’accéder à la retenue d’eau et d’en profiter : à Rénac, aux Ouilhes, à Saint-Étienne-Cantalès et à la prequ’île d’Espinet.
- Baignade surveillée en été par une compagnie républicaine de sécurité (CRS).
- Base nautique (dériveurs, planche à voile, canoë-kayak, ski nautique).
- Location de pédalos.
- Stage de voile et de canoë-kayak.

### Aménagements en bord de lac
- Plages avec délimitation des zones nautiques.
- Aires de pique-nique.
- Bar, restaurants.
- Terrains de camping .
- Parkings près du lac.
- Piscine à Saint-Étienne-de-Cantalès[2].

### Pêche
La pêche est réglementée. De nombreux poissons y sont présents comme la carpe, le sandre, le brochet, la perche, l'achigan, le gardon et le rotengle.